# 桓仁水库
桓仁水库，又名桓龙湖，位于中华人民共和国辽宁省桓仁满族自治县境内，是浑江中游一座以发电为主，兼顾防洪等功能的大型水库。工程于1958年5月开工建设，1962年停建，1968年5月复工，1972年7月竣工。水库控制流域面积10400平方千米，正常高水位300米，死水位290米，总库容34.6亿立方米。大坝位于桓仁县城东北的莽牛哨峡谷之中，为混凝土重力单支墩撑墙坝，坝长593.3米，最大坝高78.5米，坝顶宽8～16.6米。设有坝后式电站，总装机容量22.25万千万，年均发电量4.77亿千瓦时。
2024年10月22日，桓仁水电站入选第六批国家工业遗产。